# Oniticellobia sublaevis
Oniticellobia sublaevis är en stekelart som beskrevs av Boucek 1976. Oniticellobia sublaevis ingår i släktet Oniticellobia och familjen puppglanssteklar. Inga underarter finns listade i Catalogue of Life.